# Hudson & Rex
Hudson & Rex är en kanadensisk dramaserie vars första säsong hade premiär i mars 2019. Första säsongen bestod av 13 avsnitt. Serien sjätte säsong hade premiär i oktober 2023. Serien som är skapad av Ken Cuperus och Will Dixon.

## Handling
Serien kretsar kring den kompetente kriminalpolisen Charlie Hudson som till hjälp att bekämpa brott har schäferhunden Rex.

## Rollista (i urval)
- John Reardon - Charlie Hudson
- Mayko Nguyen - Sarah Truong
- Kevin Hanchard - Joseph "Joe" Donovan
- Justin Kelly - Jesse Mills